# Lúcio Márcio Filipo (cônsul em 56 a.C.)
Lúcio Márcio Filipo (em latim: Lucius Marcius Philippus) foi um político da família dos Lêntulos da gente Cornélia da República Romana eleito cônsul em 56 a.C. com Cneu Cornélio Lêntulo Marcelino. Era filho de Lúcio Márcio Filipo, cônsul em 91 a.C., e é famoso por ter sido o padrasto do imperador romano Augusto.

## Carreira
Segundo Apiano, foi pretor em 60 a.C. e governador da província da Síria como propretor nos dois anos seguintes. No mesmo ano, casou-se com Ácia Maior, sobrinha de Júlio César, filha de sua irmã Júlia Menor.
Filipo teve um filho, Lúcio Márcio Filipo, e uma filha, Márcia, a esposa de Catão, o Jovem, que já era viúva de um primeiro casamento com Caio Otávio Turino, que morreu quando voltava para Roma para apresentar-se como candidato ao consulado. Com ele, Márcia teve dois filhos: Otávia Menor e Caio Otávio (Otaviano), o futuro imperador romano Augusto. Filipo criou os dois como seus próprios filhos.
Foi eleito cônsul em 56 a.C. com Cneu Cornélio Lêntulo Marcelino. Apesar do matrimônio com a família de César, Filipo não se juntou a ele na guerra civil, aprovando leis contra os cesarianos no Senador. Por conta disto, não foi enviado para governar uma província como procônsul depois de seu mandato.
Percebendo a ameaça que estava implícita neste ato, Filipo pediu permissão para não participar da guerra contra César e permanecer na Itália no período. César agradeceu o fato de ele não se unir aos seus inimigos, os optimates de Pompeu, mesmo sabendo que ele era um deles. Filipo ficou muito amigo de Cícero.
O desejo de Filipo de evitar os conflitos foi uma marca de sua vida. Quando Júlio César foi assassinado em 44 a.C., Filipo e Ácia enviaram uma mensagem para Otaviano, que estava em Apolônia, pedindo que viesse para Roma avaliar a situação. Quando seu enteado Caio Otávio foi nomeado herdeiro de César (e assumiu o nome de Otaviano), Filipo tentou convencê-lo a não aceitar o legado do ditador, especialmente por conta da ameaça representada por Marco Antônio, o braço direito de César durante todo o conflito. Filipo convenceu Ácia para que ela também tentasse convencer o jovem a recusar a herança, mas ela também não conseguiu. Filipo também foi contra Marco Antônio quando ele e o Senado romperam abertamente, formando parte de uma delegação, composta ainda por Sérvio Sulpício Rufo e Lúcio Calpúrnio Pisão Cesonino, que foi enviada até Mutina, onde ele estava sitiando Décimo Júnio Bruto Albino, para negociar ele.
Ácia morreu entre agosto e setembro em 43 a.C. e, segundo Ovídio, Filipo se casou mais tarde com uma das irmãs dela. Ele próprio viveu até uma idade muito avançada e testemunhou o triunfo de seu enteado. O já imperador Augusto o recompensou por sua lealdade e ele utilizou os recursos para restaurar o Templo de Hércules e as Musas, circundando-o com uma colunata conhecida como Pórtico de Filipo ("Porticus Philippi") e outras obras públicas.